# 다카하시 겐지 (성우)
타카하시 켄지(일본어: 高橋研二, 1981년 1월 16일~)는 일본의 성우이다.

## 출연 작품

### TV 애니메이션
2007년
- 기동전사 건담 OO(홍 롱)

2008년
- 햣코(센고쿠 시시마루)

2009년
- 아수라 크라잉(야기)

### 극장판
2007년
- 공의 경계(가쿠토)

2010년
- 브레이크 블레이드(아르가스)

2024년
- 진격의 거인 더 라스트 어택(사무엘 링케-잭슨)